# Franz Anton Paul Wallis
Franz Anton Paul Wallis (1677 – Nagyszeben, 1737. október 18. vagy 1737. szeptember 28.) osztrák táborszernagy, az Udvari Haditanács tagja, Erdély kormányzója 1732–1734 között.

## Élete
Szülei Ernst Georg Olivier Wallis és Maria Magdalena Attems grófnő voltak. Tizenkét éves volt, amikor elvesztette apját; ekkor testvérével Georg Olivier Wallisszal együtt I. József bécsi udvarába került, ahol apródként szolgált. Karrierjét egy véletlen esemény segítette: amikor az akkor még fiatal lotaringiai herceg, Lipót egy megtöltetlennek vélt puskával tréfából a királyra lőtt, Wallis közbeugrott, és testével felfogta a lövedéket. Hosszú időre ágynak esett, a lotaringiai herceg pedig hálából egy századot adott neki az ezredében. 1697-ben századával hadba vonult, és részt vett Ebernburg várának elfoglalásában.
A spanyol örökösödési háború során részt vett az 1701-es chiari-i, valamint a luzzarai csatában, ahol újra meg is sebesült. 1702-ben őrnaggyá, 1705-ben ezredparancsnokká léptették elő, és 1706-ban testvérével együtt grófi rangot kapott. Savoyai Jenő herceg valamennyi hadjáratában részt vett, egészen az 1713-as utrechti béke megkötéséig. Közben 1711 júniusában a Haditanács megbízásából Pálffy János nádor Lengyelországba küldte, hogy titokban merényletet készítsen elő II. Rákóczi Ferenc és Bercsényi Miklós főgenerális ellen. A titkos terv azonban lelepleződött, így az akció nem sikerult.
1716-ban vezérőrnaggyá nevezték ki majd ugyanebben az évben a törökök ellen indult, és 1716. november 1-jén Temesvár elfoglalása után Savoyai Jenő a vár parancsnokává nevezte ki. Ekkor épült a várparancsnoki palota (Commandantenhaus) a mai Szabadság téren. Egyik első intézkedéseként a zsidókat, örményeket, görögöket, olaszokat, franciákat kitelepítette a vár területéről; 1723-ban német telepeseket hozatott Freidorfba.
1717-ben Nándorfehérvár visszafoglalása után ennek az erődítménynek a parancsnoka lett, 1727-ben Luxemburg parancsnokságát kapta meg.
Amikor 1732-ben Kornis Zsigmond, Erdély kormányzója meghalt, a Diploma Leopoldinum megsértésével ideiglenesen Wallist nevezték ki Erdély kormányzójává, egy kézben egyesítve a katonai és polgári igazgatást.  Az 1733-as nagyszebeni országgyűlésen, ahol a rendeknek kormányzót kellett jelölniük, 92 szavazatot kapott, miközben a református jelöltek, Kemény László guberniumi tanácsos, Wesselényi István, az országgyűlés és a királyi tábla elnöke és Bánffy György 149, 141, ill. 121 szavazatot, a katolikusok közül Kornis István 79-et, Pettki Dávid 71-et. Tisztségét 1734. december 2-ig töltötte be, utódja Haller János lett, főhadiparancsnoki, valamint országgyűlési királyi biztosi tisztségében azonban továbbra is megmaradt.
1737. július 12-én a törökök elleni hadjárat során Wallis bevonult Havasalföldre, augusztus 12-én elfoglalta Câmpulungot, utána Târgoviștét és Pitești-et. Betegsége miatt visszatért Nagyszebenbe, ahol rövid idő múltán, hatvan éves korában elhunyt.